# 坂本澪香
坂本 澪香（さかもと みおか、2000年7月20日 - ）は、日本のモデル、女優。北海道釧路市出身。パール所属。血液型はA型。

## 略歴
- 2014年9月14日に行われた[3]ミス・ティーン・ジャパン2015でグランプリに輝いた[4]、
- 2016年10月25日放送の「メディカルチーム レディ・ダ・ヴィンチの診断」でドラマ初出演を果たした[5]。
- 「ダンスライン♪TOKYO」にて初舞台（2018年5月）[6]。

## 人物
- チャームポイントは大きい手と足と目の下にあるホクロ[7]。
- 趣味はオールドレコードでのDJ[8]。
- 特技は5歳から続けているダンス[9]。
- 目指しているタレントは土屋アンナ[7]。
- かっこいいと思うアーティストはBIGBANG[8]。

## 出演

### テレビドラマ
- メディカルチーム レディ・ダ・ヴィンチの診断 第3話（2016年10月25日、関西テレビ） - 池山由香 役
- トカゲの女 警視庁特殊犯罪バイク班 第3作（2017年2月8日、テレビ東京） - 佐藤麻友 役[10]
- NICE FLIGHT!（2022年7月22日 - 9月9日、テレビ朝日系） - 藤井紀子 役
- 仮面ライダーガッチャード 第46話（2024年7月28日、テレビ朝日） - 女性 役

### 映画
- honey（2018年3月31日公開、東映）

### ショー
- 福岡アジアコレクション[11]
- 琉球アジアコレクション[12]
- 東北ドリームコレクション[13]

### 舞台
- アリスインプロジェクト「ダンスライン♪TOKYO[14]」（2018年5月9日 - 13日、六行会ホール） - 瑞江理沙 役
- Fate/Grand Order THE STAGE -絶対魔獣戦線バビロニア-（2019年1月11日 - 14日、サンケイホールブリーゼ/1月19日 - 27日、日本青年館ホール）- 藤丸立香 役（大海将一郎とWキャスト）[15]
- ゾンビランドサガ Stage de ドーン！（2020年9月5日 - 6日、草月ホール） - ゆうぎり 役
- 応天の門（2024年12月4日 - 22日、明治座） - 小藤 役[16]

### 配信ドラマ
- 奪い愛、冬 2025（2025年4月1日、ShortMax） - 豊野秀子 役[17]

### DVD
- バースデイ　（兵庫県人権啓発協会制作）[18]